# Demetris Kizas
Demetris Kizas (grec: Δημήτρης Κίζας)  (Paralimni, 6 de setembre de 1954) és un exfutbolista xipriota de les dècades de 1970 i 1980.
Fou 9 cops internacional amb la selecció xipriota. Pel que fa a clubs, fou jugador, entre d'altres, de Panathinaikos i Panachaiki.